# David Bičík

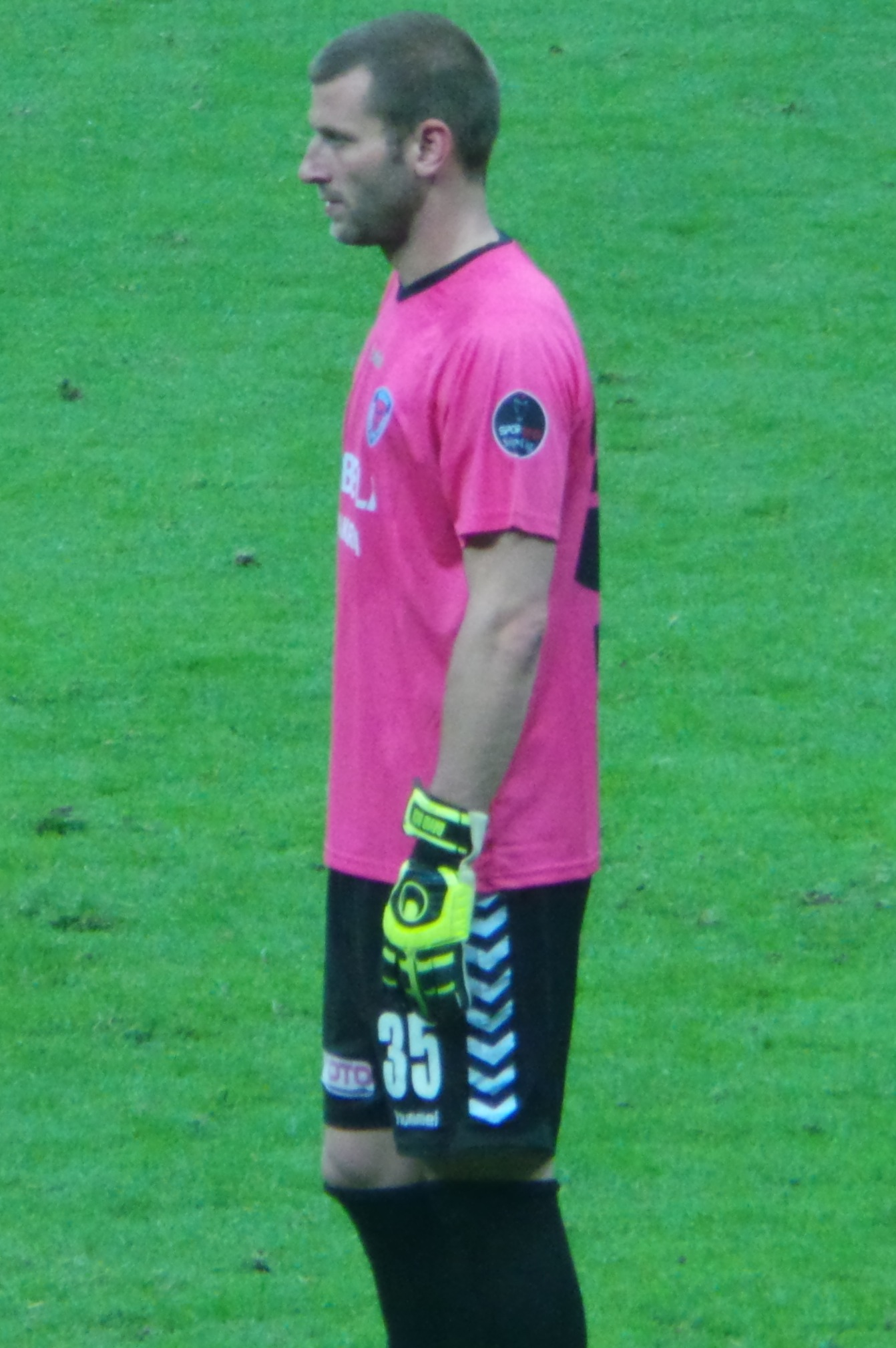
David Bičík (2013)

David Bičík (* 6. dubna 1981 v Praze) je bývalý český profesionální fotbalový brankář. Mimo Českou republiku působil na klubové úrovni na Slovensku a v Turecku. Kariéru ukončil v červenci 2020 v klubu AC Sparta Praha..

## Klubová kariéra
Sparťanský odchovanec začal trénovat s prvním týmem už v osmnácti letech pod vedením trenéra Ivana Haška, ale na lavičku se v první lize dostal až o čtyři roky později. Za sparťanský A-tým debutoval v březnu 2004 v derby se Slavií Praha, když nahradil vyloučeného Petra Koubu a podařilo se mu udržet čisté konto. Podobný kousek se mu ve stejné sezóně povedl ještě jednou ve finále Poháru ČMFS, kdy nahradil vyloučeného Jaromíra Blažka a pomohl k zisku trofeje. Za Spartu odchytal čtyři ligové zápasy. V zimě 2006 odešel na hostování do Plzně, odkud se v létě vrátil, ale hned byl uvolněn na další hostování, tentokrát do SK Kladno. Po návratu z Kladna hrál za béčko Sparty. V létě 2008 neprodloužil smlouvu s AC Sparta Praha a odešel jako volný hráč do ŠK Slovan Bratislava, kde podepsal smlouvu na dva roky. S "belasými" získal v ročníku 2008/09 mistrovský titul.

### FC Slovan Liberec
Po 2 letech strávených ve Slovanu Bratislava podepsal jako volný hráč smlouvu na tři roky s FC Slovan Liberec, kde se stal prvním brankářem A-týmu. V sezóně 2011/12 nastoupil za Slovan Liberec ke všem 30 ligovým utkáním a svými zákroky pomohl Slovanu k ligovému titulu. Nastoupil i v dvojutkání předkola play-off (resp. 4. předkolo) Evropské ligy 2012/13 proti ukrajinskému týmu Dněpr Dněpropetrovsk. 23. srpna 2012 remizoval Liberec doma 2:2, v odvetě 30. srpna na Ukrajině prohrál 2:4 a do skupinové fáze Evropské ligy se nekvalifikoval. David odchytal oba zápasy.

### Mersin İdmanyurdu SK
V lednu 2013 přestoupil do tureckého mužstva Mersin İdmanyurdu SK. Začátkem dubna si při střetu s protihráčem Didierem Drogbou z Galatasaray SK vykloubil prst a posledních pět utkání sezóny 2012/13 nedochytal. Mersin skončil v konečné tabulce na posledním 18. místě Süper Lig a sestoupil do nižší PTT 1. Lig.

### Karşiyaka SK
Před sezonou 2013/14 podepsal dvouletý kontrakt v tureckém druholigovém klubu Karşiyaka SK.

### AC Sparta Praha (návrat)
V květnu 2014 se dohodl na dvouleté smlouvě se Spartou Praha, kde již v minulosti působil. Pro začátek sezony byl ustanoven brankářskou jedničkou. 18. července 2014 vychytal výhru 3:0 v Superpoháru FAČR proti týmu FC Viktoria Plzeň. S týmem se probojoval do základní skupiny I Evropské ligy 2014/15, kde číhali soupeři BSC Young Boys (Švýcarsko), SSC Neapol (Itálie) a ŠK Slovan Bratislava (Slovensko). V závěru podzimní části sezony 2014/15 jej trápily potíže s patou a v bráně Sparty jej vystřídal Marek Štěch.
V sezóně 2015/16 se do brány vrátil. Jako jednička pomohl k postupu do čtvrtfinále Evropské ligy 2015/16. Za výkon v osmifinálové odvetě na Stadio Olimpico proti Laziu Řím, kterou Sparta vyhrála 0:3 si vysloužil nominaci do nejlepší jedenáctky osmifinálových odvet.

## Reprezentační kariéra
David Bičík působil v českých reprezentačních výběrech v kategoriích do 17, 18 a 20 let.
V roce 2014 byl nominován do A-mužstva jako reprezentační trojka.